# The Lighthouse at Two Lights
[The] Lighthouse at Two Lights (en français, Le Phare de Two Lights) est une peinture à l'huile sur toile réalisée l'artiste américain Edward Hopper en 1929 et conservée depuis son acquisition par le Metropolitan Museum of Art du Fonds Hugo Kastor en 1962.

## Description

Photographie du phare en 1933.

Cape Elizabeth dans le Maine est fréquenté par les Hopper depuis 1914. Son phare, dramatiquement représenté dans le tableau, se dresse fièrement en contre-plongée dans un ciel bleu peu nuageux. Près de son élancement vers le ciel, est accolée la station des gardes-côtes. Le cadrage et la lumière crue avec ses  ombres franches et sombres (toit de la maison du gardien) accentuant cette juxtaposition.
Quelques taches sombres formées par des touffes de Myrica pensylvanica marquent un sol herbeux vert pâle, côté colline.

## Thème

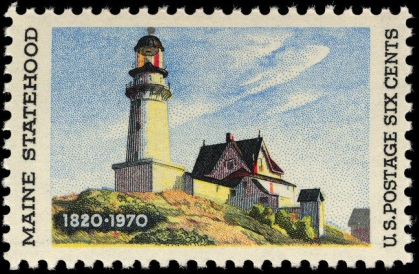
le tableau dans un timbre de 1970.

Le thème des plages, des bords de mer, des bâtiments qui les bordent, revient chez Hopper comme un répit à la vie trépidante, aliénante de la ville. Dans ce propos, c'est toujours la solitude qu'il exprime, le phare symbolisant l'individu solitaire faisant face stoïquement à l'assaut du changement dans une société industrielle et la séparation entre civilisation et nature.
Outre plusieurs croquis faits de phares, Hopper utilise le thème dans Squam  Light en 1912, Coast Guard Station avec le même Two Lights en 1927, Lighthouse Hill (« La Colline au phare » représentant une maison et un unique phare) la même année. Dans la plupart des cas, ses représentation de phares en perspective de bas en haut n'incluent pas la présence de la mer, celle-ci restant seulement suggérée, sauf dans Five A. M. en 1940 où le phare est situé sur un rocher entouré des flots près de la côte.